# Nieuport 25
Nieuport 25 – prototyp francuskiego jednomiejscowego samolotu myśliwskiego z okresu I wojny światowej.

## Historia
Nieuport 25, oblatany w lipcu 1917 roku, był konstrukcją wytwórni Societe Anonyme des Establissements Nieuport, powstałą pod kierownictwem inż. Gustawa Delage. Zbudowany w koncepcji półtorapłata (płat dolny ma dużo mniejsze rozmiary niż górny) samolot powstał przez zamontowanie mocniejszego silnika na najlepszym myśliwcu ze "stajni" Nieuporta - modelu Nieuport 27. Do napędu zastosowano 11-cylindrowy silnik rotacyjny Clerget 11E o mocy 108 kW (147 KM). Większe wymiary silnika spowodowały również zmianę jego osłony; wykonano też oprofilowanie goleni podwozia. Kłopoty z zainstalowanym napędem sprawiły, że wkrótce zmieniono silnik na Clerget 9Bd o mniejszej mocy, z którym osiągi spadły do poziomu standardowych Nieuportów 27. Wyprodukowano tylko ten jeden egzemplarz, który otrzymał wojskowe oznaczenie Nieuport 25C1.

## Konstrukcja
Był to jednomiejscowy dwupłat konstrukcji mieszanej. Przednią część kadłuba stanowiła kratownica z rur stalowych, zaś tylną kratownica drewniana wzmocniona drutem. Samolot był kryty w większości płótnem (jedynie osłonę silnika wykonano z aluminium). Boki samolotu oprofilowane listwami jesionowymi, przekrój kadłuba trapezowy. Płaty konstrukcji drewnianej (górny dwudźwigarowy, dolny jednodźwigarowy), głównie o płóciennym pokryciu (jedynie przednia krawędź miała pokrycie ze sklejki). Drewniane słupki łączące płaty, wzmocnione drutami stalowymi, piramidka podtrzymująca płat górny nad kadłubem z rurek stalowych. Lotki tylko na płacie górnym, usterzenie klasyczne drewniane, pokryte sklejką. Podwozie dwukołowe, z dzieloną osią, amortyzowane sznurem gumowym, z tylną nieoprofilowaną płozą ogonową. Śmigło dwułopatowe, drewniane. Napęd stanowił 11-cylindrowy silnik rotacyjny Clerget 11E o mocy 108 kW (147 KM), później 9-cylindrowy silnik rotacyjny Clerget 9Bd o mocy 96 kW (130 KM). Uzbrojenie stanowił zsynchronizowany karabin maszynowy Vickers 7,7 mm na grzbiecie kadłuba.

## Służba
Myśliwiec Nieuport 25 o numerze N5324 używany był w lotnictwie francuskim przez czołowego pilota myśliwskiego Ententy - Charlesa Nungessera (trzeciego na liście francuskich asów z 45 zestrzeleniami), najbardziej zagorzałego zwolennika półtorapłatów Nieuporta. Nungesser oblatał ten samolot i tak mu się spodobał, „załatwił” sobie jego przydział na front. 